# Lonchaea vernicina
Lonchaea vernicina är en tvåvingeart som först beskrevs av Giovanni Antonio Scopoli 1763.  Lonchaea vernicina ingår i släktet Lonchaea och familjen stjärtflugor.
Artens utbredningsområde är Slovenien. Inga underarter finns listade i Catalogue of Life.